# MC Soffia
Soffia Gomes da Rocha Gregório Correia (São Paulo, 22 de febrero de 2004), más conocida como MC Soffia, es una rapera, cantante y compositora brasileña. Es conocida por las letras de sus canciones, que hablan de graves distorsiones sociales, como los prejuicios, el racismo, el machismo y que alientan a otras chicas a amarse a sí mismas tal como son.

## Biografía
MC Soffia nació en la Zona Oeste de São Paulo, en la región de Raposo Tavares, en una familia de activistas del movimiento negro. Su madre, la productora cultural y estudiante de derecho Kamilah Pimentel, quedó embarazada siendo adolescente, a los diecisiete años.
En esa época frecuentaba el movimiento negro en las afueras de São Paulo. Cuando nació su hija, empezó a llevarla con ella a círculos de debate y otros eventos. Pronto la niña empezó a participar en talleres. Así, Soffia se familiarizó con la cultura negra brasileña y se convirtió en una presencia activa en eventos culturales y espectáculos de hip hop con Kamilah. A los tres años empezó a componer. A los cuatro años empezó a tomar clases de capoeira y luego se enamoró del maracatú. A los seis, participó en una serie de talleres en el mundo del hip hop, graffiti, DJ y MC.
A esa misma edad descubrió también su vocación. Desde entonces, con la ayuda de su madre y su abuela materna, quienes confeccionaban muñecas de tela negra, ha compuesto y cantado raps con temática de empoderamiento femenino y, principalmente, negro. Las letras de sus canciones hablan de graves distorsiones sociales, como el prejuicio, el racismo, el machismo y alientan a otras chicas a amarse tal como son.
En una entrevista, dijo que sus compañeros la ridiculizaban por su piel negra, debido al racismo en el país. Entre sus referentes se encuentran Nicki Minaj, Beyoncé, Rihanna, Alicia Keys y Karol Conka. Su primer espectáculo tuvo lugar a los siete años, en un maratón dedicado al aniversario de São Paulo.
También enfrentó resistencias para ingresar al mundo del hip hop, por ser un universo dominado por hombres  y con fuertes prejuicios hacia la participación femenina.
En 2016 actuó junto a Karol Conka en la ceremonia inaugural de los Juegos Olímpicos de Río.
En enero de 2018, como actividad previa al lanzamiento de su video musical, "Barbie Black", realizó una exposición en la casa Aparelha Luzia, ubicada en el centro de la ciudad de São Paulo, con fotografías inspiradas en la letra de la canción. Tras la difusión del vídeo, fue blanco de comentarios racistas en las redes sociales. Su madre abrió un informe policial tras descubrir que su hija había sido blanco de comentarios, y el caso fue registrado como un insulto racial en la División de Delitos Raciales y Delitos de Intolerancia del Departamento de Homicidios y Protección Personal.
Fue una de las atracciones musicales de la ceremonia del Premio Sí a la Igualdad Racial 2023, junto a BK', Owerá, Linn da Quebrada, Kaê Guajajara, Liniker y Jonathan Ferr.

## Reconocimientos
Fue nombrada una de las mujeres más influyentes del mundo por la Lista de las 100 mujeres del año de la BBC en 2017.

## Vida personal
En junio de 2022, Soffia afirmó en sus redes sociales que es bisexual.

## Discografía

### Sencillos
| Año  | Canción                    | Notas                  |
| ---- | -------------------------- | ---------------------- |
| 2015 | "Brincadeira de Menina"    |                        |
| 2016 | "Menina Pretinha"          |                        |
| 2016 | "Minha Rapunzel tem Dread" | ft. Gram, Pedro Angeli |
| 2017 | "Cypher Kids"              |                        |
| 2018 | "Barbie Black"             | ft. Boss in Drama      |